# Johnny Reinhard
Johnny Reinhard (* 29. April 1956 in New York City) ist ein US-amerikanischer mikrotonaler Fagottist, Dirigent und Komponist.

## Wirken
Reinhard studierte Fagott an der North Carolina School of the Arts (Bachelor) und an der Manhattan School of Music (Master). Er leitet seit 1981 das New Yorker American Festival of Microtonal Music, das sich der Aufführung von selten aufgeführten Werken mit neuen harmonischen Konzepten widmet. 1999 veröffentlichte er das Album The Raven mit eigenen Kompositionen. 2005 erschien eine CD mit der Universe Symphony von Charles Ives in der 1991 fertig gestellten Realisation von Reinhard. Er dirigierte Uraufführungen von Charles Ives, Edgard Varese, Harry Partch, Toby Twining und Wendy Carlos. 
Reinhard ist Mitglied des Trio on the Cuff, bestehend aus Fagott (Reinhard), Didgeridoo (Ulrich Krieger) und Percussion (Yoshiaki Ochi). In den letzten Jahren beschäftigte er sich intensiv mit Stimmungssystemen, insbesondere einer Unterteilung der Oktave in 128 Tonschritte anhand der achten Oktave der Obertonreihe.

## Schriften
- Bach and Tuning (= Quellen und Studien zur Musikgeschichte von der Antike bis in die Gegenwart, Band 47) Frankfurt am Main: Peter Lang 2016